# Ace Bailey
Irvine Wallace „Ace” Bailey (ur. 3 lipca 1903 w Bracebridge, Ontario, zm. 7 kwietnia 1992 w Toronto, Ontario) – kanadyjski zawodowy hokeista na lodzie grający na pozycji napastnika.

## Kariera
Urodził się w Bracebridge w prowincji Ontario. Od najmłodszych lat wychowywał się w Toronto, gdzie grał w miejscowej drużynie – Toronto St. Mary's, w młodzieżowych rozgrywkach Ontario Hockey Association (OHA). W seniorskich rozgrywkach OHA występował w latach 1924–1926 reprezentując Peterborough Seniors. 3 listopada 1926 roku podpisał – jako wolny agent, kontrakt na występy w rozgrywkach National Hockey League (NHL) z drużyną Toronto St. Patrick's, przemianowaną później na Toronto Maple Leafs. Był najlepszym strzelcem oraz zwyciężył w punktacji kanadyjskiej w rozgrywkach w sezonie 1928–29 z 22 golami i 32 punktami zdobytymi w 44 meczach. Kanadyjczyk był najlepszym strzelcem drużyny Maple Leafs również w dwóch następnych sezonach oraz walnie przyczynił się do zdobycia przez drużynę trzeciego w historii klubu Pucharu Stanleya w sezonie 1931–32.

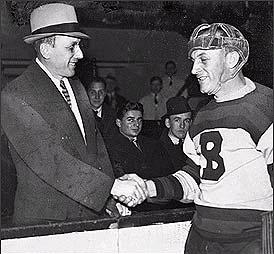
W geście pojednania z Eddiem Shore przed meczem benefisowym w 1934 roku

Zakończył karierę nagle, w dniu 12 grudnia 1933 roku. W meczu z Boston Bruins, po starciu z graczem Bruins – Eddiem Shore, doznał poważnej kontuzji uderzając głową o lód i rozbijając sobie czaszkę. Po tym incydencie Kanadyjczyk wyzdrowiał, ale nie wznowił już kariery. 14 lutego 1934 roku rozegrano mecz benefisowy w Maple Leaf Gardens w Toronto pomiędzy Toronto Maple Leafs, a drużyną gwiazd NHL, gdzie cały uzyskany dochód w kwocie 20 909,40 dolarów przeznaczono na leczenie zawodnika. Przed rozpoczęciem spotkania Bailey i Shore uścisnęli sobie ręce w geście pojednania. Mecz w obecności 14 074 widzów ostatecznie zakończył się zwycięstwem Maple Leafs 7:3.
Po zakończeniu kariery zawodniczej trenował na Uniwersytecie w Toronto uczelnianą męską drużynę hokejową Toronto Varsity Blues w latach 1935–1940 oraz – po drugiej wojnie światowej, w latach 1945–1949. Z drużyną Varsity Blues 3-krotnie triumfował w rozgrywkach na szczeblu uniwersyteckim organizowanych przez Canadian Interuniversity Sport. 
Numer 6 na koszulce, z którym występował przez karierę zawodniczą jest pierwszym w historii NHL numerem zastrzeżonym przez klub hokejowy występujący w tych rozgrywkach oraz jednym z dwóch (obok numeru 5 Billa Barilko) zastrzeżonych przez drużynę Maple Leafs.
Został honorowym członkiem Galerii Sławy Hokeja w 1975 roku. Na jego cześć nazwany został również turniej hokeja na lodzie dla młodych graczy – Ace Bailey AE Tournament, rozgrywany od 1985 roku w Stoney Creek.
Zmarł od niewydolności oddechowej w 1992 roku, w wieku 88 lat.

## Statystyki

### Sezon zasadniczy i faza play-off
| 1921–22   | Bracebridge Bird Mill | OHAJ         | –   | –   | –  | –   | –   | –  | – | – | – | –  |
| 1922–23   | Toronto St. Mary's    | OHAJ         | 4   | 2   | 1  | 3   | –   | 4  | 2 | 1 | 3 | –  |
| 1922–23   | Toronto St. Mary's    | Memorial Cup | –   | –   | –  | –   | –   | 4  | 2 | 1 | 3 | –  |
| 1923–24   | Toronto St. Mary's    | OHAJ         | 8   | 10  | 0  | 10  | –   | –  | – | – | – | –  |
| 1924–25   | Peterborough Seniors  | OHA          | 8   | 5   | 0  | 5   | –   | 2  | 3 | 0 | 3 | 2  |
| 1924–25   | Peterborough Seniors  | Allan Cup    | –   | –   | –  | –   | –   | 2  | 0 | 0 | 0 | 6  |
| 1925–26   | Peterborough Seniors  | OHA          | 9   | 9   | 2  | 11  | 2   | 2  | 2 | 1 | 3 | –  |
| 1925–26   | Peterborough Seniors  | Allan Cup    | –   | –   | –  | –   | –   | 6  | 2 | 2 | 4 | –  |
| 1926–27   | Toronto Maple Leafs   | NHL          | 42  | 15  | 13 | 28  | 82  | –  | – | – | – | –  |
| 1927–28   | Toronto Maple Leafs   | NHL          | 43  | 9   | 3  | 12  | 72  | –  | – | – | – | –  |
| 1928–29   | Toronto Maple Leafs   | NHL          | 44  | 22  | 10 | 32  | 78  | 4  | 1 | 2 | 3 | 4  |
| 1929–30   | Toronto Maple Leafs   | NHL          | 43  | 22  | 21 | 43  | 69  | –  | – | – | – | –  |
| 1930–31   | Toronto Maple Leafs   | NHL          | 40  | 23  | 19 | 42  | 46  | 2  | 1 | 1 | 2 | 0  |
| 1931–32   | Toronto Maple Leafs   | NHL          | 41  | 8   | 5  | 13  | 62  | 7  | 1 | 0 | 1 | 4  |
| 1932–33   | Toronto Maple Leafs   | NHL          | 47  | 10  | 8  | 18  | 52  | 8  | 0 | 1 | 1 | 4  |
| 1933–34   | Toronto Maple Leafs   | NHL          | 13  | 2   | 3  | 5   | 11  | –  | – | – | – | –  |
| NHL razem | NHL razem             | NHL razem    | 313 | 111 | 82 | 193 | 472 | 21 | 3 | 4 | 7 | 12 |

## Osiągnięcia i nagrody indywidualne
| Puchar Stanleya         | 1932 |
| Trofeum Paula Whitemana | 1929 |